# Cyclocross Tervuren
De Cyclocross Tervuren (ook: Vlaamse Witloof Veldrit) was een veldrit georganiseerd in de Belgische gemeente Tervuren en maakte samen met Grote Prijs Neerpelt, Jaarmarktcross Niel en Scheldecross Antwerpen deel uit van Fidea Cyclocross Classics. In januari 2011 werd de laatste editie georganiseerd. De wedstrijd werd vervangen door de Cyclocross Leuven.

## Erelijst

### Mannen elite
| Datum      | Klassement                | Cat. | Winnaar       | Tweede         | Derde         |
| ---------- | ------------------------- | ---- | ------------- | -------------- | ------------- |
| 02/11/2011 | Fidea Cyclocross Classics | C1   | Niels Albert  | Sven Nys       | Tom Meeusen   |
| 03/01/2010 | Fidea Cyclocross Classics | C1   | Zdeněk Štybar | Sven Nys       | Kevin Pauwels |
| 04/01/2009 | Losse cross               | C2   | Niels Albert  | Enrico Franzoi | Zdeněk Štybar |

### Vrouwen elite
| Datum      | Klassement                | Cat. | Winnaar              | Tweede          | Derde        |
| ---------- | ------------------------- | ---- | -------------------- | --------------- | ------------ |
| 02/11/2011 | Fidea Cyclocross Classics | C1   | Hanka Kupfernagel    | Sanne Cant      | Marianne Vos |
| 03/01/2010 | Fidea Cyclocross Classics | C1   | Daphny van den Brand | Nikki Brammeier | Sanne Cant   |
| 04/01/2009 | Losse cross               | C2   | Daphny van den Brand | Rachel Lloyd    | Helen Wyman  |